# Kvinnliga studenthemmet
Kvinnliga studenthemmet var ett kortlivat boende för studentskor i Lund.
Initiativet till studenthemmet togs 1905 av professorskan Maria Ribbing, hustru till universitetets dåvarande rektor Seved Ribbing. Därigenom insamlades hos främst kvinnor i Skåne och Stockholm en grundfond, vilken 1915 hade vuxit sig så stor att ett hem i blygsam skala kunde inrättas. Till helt egna lokaler räckte medlen dock inte utan hemmet inrättades genom att man hyrde sex rum i språkforskaren Theodor Hjelmqvists hus på Stora Algatan 8 i den så kallade Kulturkvadranten (huset kallades i studentmun "Tedeum" efter Hjelmqvists smeknamn "Tedde"). Utöver bostad åt sex personer erbjöds här troligen också bespisning åt ytterligare ett antal studentskor.
På 1920-talet erhöll hemmet en donation i form av det främst filosofiskt inriktade bibliotek som Lunds universitets första kvinnliga student, Hildegard Björck, efterlämnat.
Under mellankrigstidens inflationsår drabbades Kvinnliga studenthemmet liksom flera andra studenthem i Lund av ekonomiska problem. 1923 fick man minska antalet förhyrda rum till fyra och omkring 1928 synes verksamheten helt ha lagts ned.
Kvinnliga studenthemmet utmärkte sig för sin tid genom att vara det troligen första hem av detta slag i Lund som även hade studentrepresentanter i sin styrelse. Många av dessa hade koppling till Lunds kvinnliga studentförening. Hemmet spelar en viktig roll i Ingeborg Björklunds studentroman Månen över Lund, vars huvudperson Lina Sundberg inledningsvis är bosatt där och, även efter att hon flyttat till en annan bostad, fortsätter att äta och umgås där.
Kvinnliga studenthemmet fick knappt tio år efter sin nedläggning en efterföljare i den 1937 invigda och ännu bestående Lunds Studentskegård.